# España en los Juegos Mundiales de Birmingham 2022
España participó en los Juegos Mundiales de 2022 en Birmingham, Estados Unidos del 7 al 17 de julio de 2022 en el que participarán 110 países. Los juegos fueron originalmente programados para julio de 2021, pero se pospusieron debido a la reprogramación de  Tokio 2020.

## Competidores
|                         | Deportes | Masculinos | Femeninos | Total |
| Baile deportivo         | 3        | 1          | 4         | 3     |
| Billar                  | 2        | 0          | 2         | 2     |
| Deportes aéreos         | 2        | 0          | 2         | 2     |
| Gimnasia Acrobática     | 1        | 1          | 2         | 1     |
| Gimnasia de Trampolín   | 1        | 1          | 2         | 2     |
| Gimnasia rítmica        | 0        | 1          | 1         | 4     |
| Karate                  | 3        | 2          | 5         | 5     |
| Esquí náutico           | 2        | 1          | 3         | 3     |
| Kayak polo              | 8        | 0          | 8         | 1     |
| MuayThai                | 0        | 1          | 1         | 1     |
| Parkour                 | 1        | 1          | 2         | 3     |
| Patinaje artístico      | 1        | 2          | 3         | 3     |
| Patinaje de velocidad   | 1        | 1          | 2         | 9     |
| Piragüismo maratón      | 1        | 1          | 2         | 4     |
| Salvamento y Socorrismo | 7        | 7          | 14        | 16    |
| Squash                  | 1        | 0          | 1         | 1     |
| Tiro con arco           | 2        | 2          | 4         | 4     |
| Total                   | 36       | 22         | 58        | 64    |

## Medallistas
| Medalla           | Nombre                  | Deporte           | Evento                               |
| ----------------- | ----------------------- | ----------------- | ------------------------------------ |
| Medalla de oro    | Sandra Sánchez          | Karate            | Kata femenil                         |
| Medalla de oro    | Babacar Seck            | Karate            | Kumite +84 kg masculino              |
| Medalla de oro    | Nerea Langa             | Patinaje          | 1 Vuelta femenil                     |
| Medalla de plata  | Damián Quintero         | Karate            | Kata masculino                       |
| Medalla de plata  | María Torres            | Karate            | Kumite +68 kg femenil                |
| Medalla de plata  | Antía García            | Salvamento        | 100m Manikin Carry with Fins femenil |
| Medalla de plata  | Francisco Javier Catala | Salvamento        | 100m Manikin Tow with Fins masculino |
| Medalla de plata  | Eva Barrios             | Maratón en Canoa  | Corto K1 femenil                     |
| Medalla de bronce | Alejandro Zamora        | Carrera de drones | Carrera de drones                    |
| Medalla de bronce | Albertor Turrado        | Salvamento        | 100m Manikin Tow with Fins masculino |
| Medalla de bronce | Patxi Peula             | Patinaje          | 15.000m eliminación masculina        |
| Medalla de bronce | Eva Barrios             | Maratón en Canoa  | K1 Standard femenil                  |
| Medalla de bronce | Iván Alonso Lage        | Maratón en Canoa  | K1 Standard masculino                |